# Promise Amukamara
Pour les articles homonymes, voir Amukamara.
Promise Amukamara (née le 22 juin 1993) est une joueuse nigériane de basket-ball.

## Carrière
Elle est membre de l'équipe du Nigeria de basket-ball féminin et a participé au tournoi qualificatif des Jeux olympiques 2016 puis à la Coupe du monde féminine de basket-ball 2018.
Après deux saisons en France à Charnay, elle est engagée en octobre 2021 par Landerneau afin de pallier les blessures de Marie Mané et Marie Butard.

### Club
- 2015-2016 :  CREF Madrid
- 2016-2017 :  Osnabrücker SC
- 2017-2018 :  CSM Alexandria
- 2018-2019 :  CSM Satu Mare (en)
- 2019-2021 :  Charnay BBS
- 2021-2022 :  Landerneau BB
- 2021-2022 :  Bnot Herzliya

## Palmarès
- Médaille d'or au championnat d'Afrique 2019
- Médaille d'or au championnat d'Afrique 2021